# Square Serge-Reggiani
Le square Serge-Reggiani un espace vert du 19e arrondissement de Paris.

## Situation et accès
Il se trouve place de Bitche, à proximité du canal de l'Ourcq et de l'église Saint-Jacques-Saint-Christophe de la Villette.
Les quatre entrées du site se font par la place de Bitche au nord, par le parvis de l'église Saint-Jacques-et-Saint-Christophe de la Villette, la rue de Crimée au sud, le quai de l'Oise à l'est et la rue Jomard à l'ouest. Le quai de la Seine se termine précisément à l'entrée sud du square.
Il est desservi par la ligne 7 à la station Crimée et par la ligne 5 à la station Laumière

## Origine du nom
Ce square tient son nom de l'acteur et chanteur Serge Reggiani. 

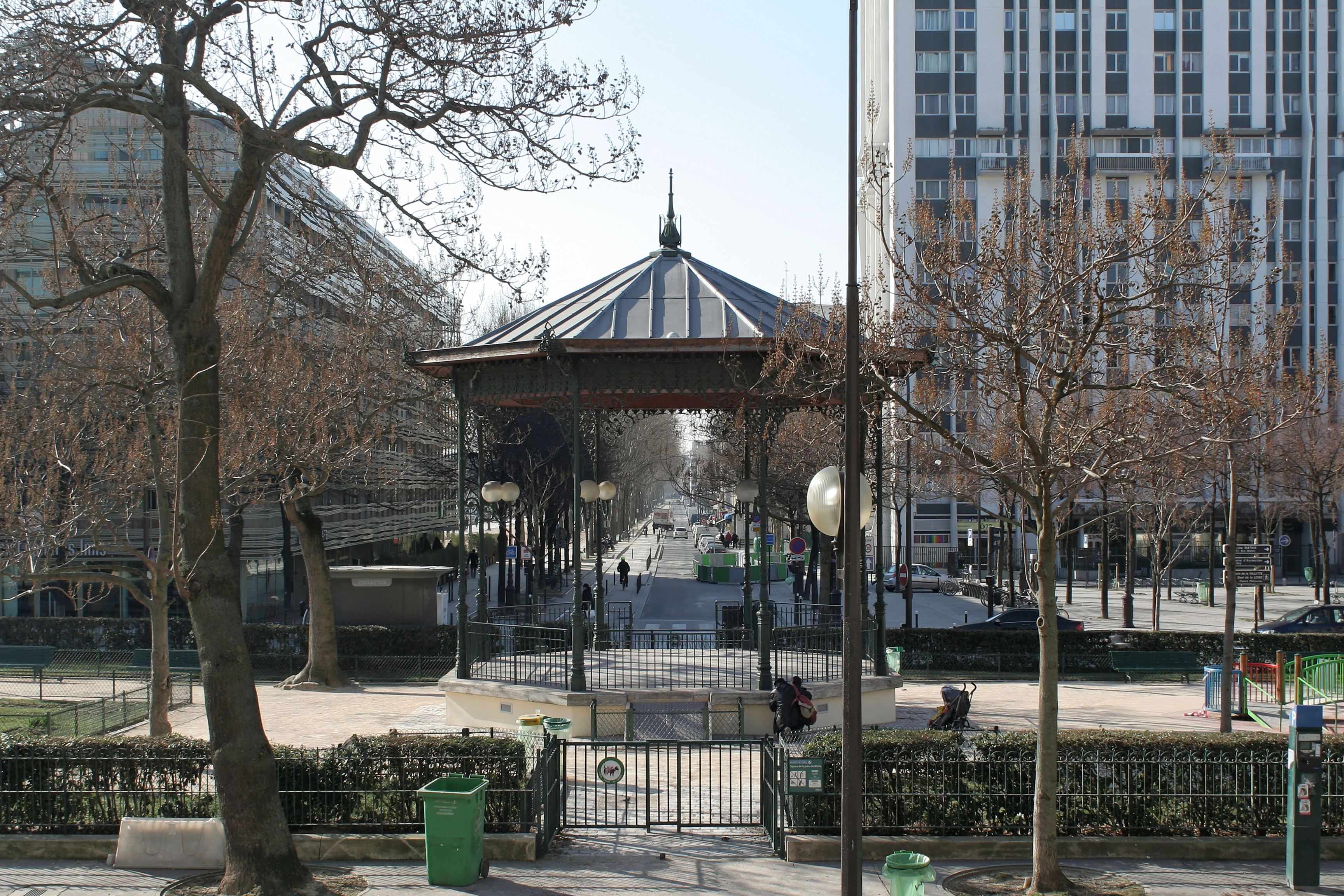
Square Serge-Reggiani depuis l'église. En arrière-plan : la perspective du quai de la Seine.

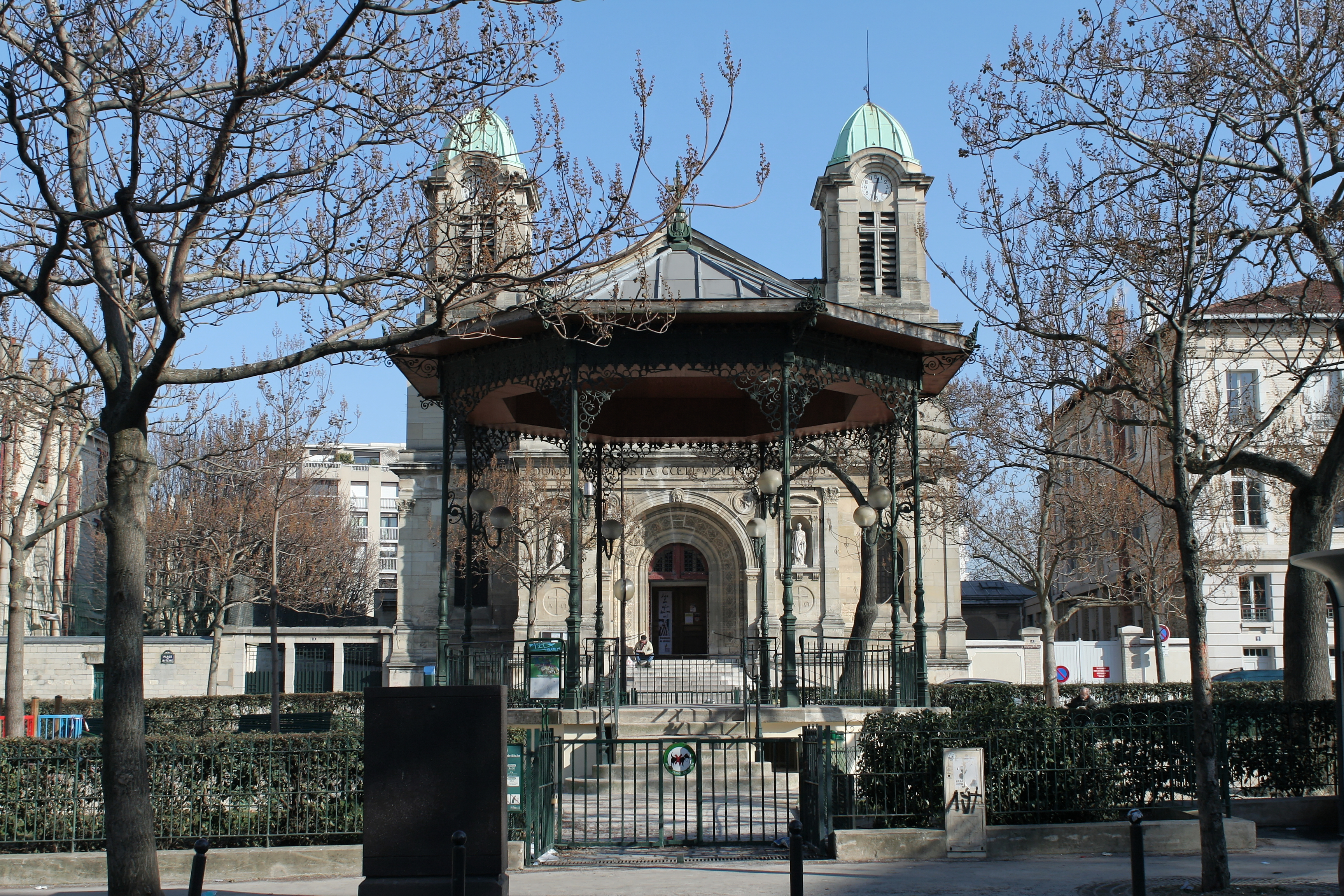
Église Saint-Jacques-et-Saint-Christophe de la Villette.

## Historique
Situé sur la place de Bitche, il avait pris communément ce nom, mais pour les 15 ans de la disparition de l'artiste, la Ville de Paris et le conseil d'arrondissement du 19e arrondissement ont décidé de le nommer officiellement en mémoire de Serge Reggiani. Le square est situé à proximité de la promenade Signoret-Montand et sa nouvelle dénomination est inaugurée en septembre 2019.

## Bâtiments remarquables
La Brigade de sapeurs-pompiers de Paris (centre de secours Bitche) jouxte le square.
Le jardin, réputé pour ses magnifiques paulownias, est doté d'un kiosque à musique, et tient lieu de parvis vert à l'église Saint-Jacques-et-Saint-Christophe de la Villette. 
Le marché de Joinville se tient à proximité.
Le pont levant de la rue de Crimée permet un accès direct au square depuis la rive droite du canal de l'Ourcq.